# 七条大宮仏所
七条大宮仏所（しちじょうおおみやぶっしょ）は、平安時代の仏師工房。定朝の子覚助の次男、院助を祖とする仏所。

## 略史
京都七条大宮にあり、平安時代後期に活躍。院覚、院尊らの名工を輩出した。鎌倉時代に七条仏所などにおされ衰退。円派、慶派の他の仏所とちがい、定朝の直系血族とその弟子たちが中心となった。